# Arcos, Burgos
Arcos, Burgos là một đô thị trong tỉnh Burgos, Castile và León, Tây Ban Nha.